# FromUz
フロム・ウズ（Fromuz、またはFROM.UZ）は、ウズベキスタン出身のプログレッシブ・ロック・バンド。2004年にギターのヴィタリー・ポペロフとベースのドレイ・マラ＝ノヴィックによって結成された。バンド・スタイルはプログレッシブ・ロックであり、フュージョンの影響も強い。バンド名は初期の曲のタイトルから取った言葉で、意味は「ウズベキスタンから」である。楽曲の多くはインストゥルメンタル音楽。

## 略歴
2004年の春にウズベキスタンで名の知られたギターのヴィタリー・ポペロフとベースのドレイ・マラ＝ノヴィックはプログレッシブ・ロック・バンドを結成していた。その後、ウズベキスタンのステージでスター（セワラ・ナザルハヌ等）のセッション・ドラマーを務めていたウラディーミル・バドィロフが加入し、作曲家であるアルベルト・ハルムルザエフがキーボード奏者として合流した。
フロム・ウズの初めてライブで一緒の演奏を試みたダンス公演は、アルベルト・ハルムルザエフがウズベキスタン青少年劇場のために作曲した『ソドムとゴモラXXI』であった。この劇は、プログレッシブ・ロック・スタイルで上演され、2008年にサンクトペテルブルクの国際演劇祭にて上演された。またフロム・ウズの面々は、ウラディーミル・バドィロフ・プロジェクトというソロ企画によるアルバム『Greeting From Nostradamus』に参加した。
2005年にタシュケントのユース・シアターで、フロム・ウズの最初の単独コンサートが開催された。同年、カザフスタンのフェスティバル「アスタナ・ブルース2005」に出演。2006年、いくつか単独コンサートを行った後、ウズベキスタンの年間最優秀音楽プロジェクトとしてスノッブ・コレクションによる「クリスタル・アワード2006」を受賞。同年8月、アメリカの「10T Records」レーベルと契約を結んだ。2007年2月、ファースト・ライブ・アルバム『Audio Diplomacy』（CD+DVD）を発売し、デビューを飾る。アルバム全曲がコンサートからの録音であり、それ以前にウズベキスタンで『Playing the Imitation』として発売していた。アルバムにはインストゥルメンタル曲を8曲収録している（DVDにはボーナストラック2曲を収録）。同年、フロム・ウズはメキシコのバハ・プログ・フェスティバルで演奏している。そのフェスティバルには、ジョーダン・ルーデス（ドリーム・シアター）、フォーカス等が参加していた。2007年夏、カザフスタンの「夏の夜」フェスに出演。また、同年、ヴィタリー・ポペロフがフロム・ウズのメンバーたちと共に自身のソロ・アルバム『Pure Fiction』を制作し、発表している。
2008年2月、アルバム『Overlook』を発売する。全5曲収録、70分を超える大作である。アルバムはタシュケントの「IOSISスタジオ」で録音され、アメリカの「Charleston Sound」でミキシングされた。このアルバム発売後、ウラディーミル・バドィロフとアンドレイ・マラ＝ノヴィックはウズベキスタンから他国に転居してバンドを脱退。ベースのスラツ・カシモフとドラムのアリ・イズマイロフが加入した。また、キーボードのイーゴリ・エリゾフも加入。新しいメンバーとともにアルバム『Seventh Story』の制作が開始された。楽曲はよりヘビーになり、プログレッシヴ・メタルの要素が現れてきた。また、いくつかの曲にボーカルが加えられた。
2008年9月から2009年3月にかけてタシュケントのユース・シアターでアルバム『Seventh Story』のプロモーション・コンサートを開催。同時に曲の録音が進められた。2010年2月、「10T records」からアルバム『Seventh Story』を発売。10月に『Inside Seventh Story』というライブ・コンサートのDVDを発売した。
2010年9月、アリ・イズマイロフが脱退。ライブ・コンサートではドラム担当としてセッション・マンを招いていたが、その後にアリ・イズマイロフが復帰している。
2011年、アルバム『Quartus Artifactus』を発表。2枚のCDとDVDがセットになった計3枚組である。録音メンバーは前作と同じ5人。

## カバー
フロム・ウズは、カバー曲を2曲録音している。2009年に「10T records」から発売されたオムニバス・カバー・アルバム『Undercover』にはフロム・ウズのカバーによるキング・クリムゾンの曲「Starless and Bible Black」が収録されている。また、2010年の夏には、「IOSISスタジオ」でジェフ・ベックの曲「Brush with the Blues」のカバーが録音されている。

## メンバー

### 現在のメンバー
- ヴィタリー・ポペロフ (Vitaly Popeloff) - ギター、ボーカル
- アルベルト・ハルムルザエフ (Albert Khalmurzaev) - ベース、サンプリング
- イーゴリ・エリゾフ (Igor Elizov) - キーボード、サンプリング、ボーカル
- スラツ・カシモフ (Surat Kasimov) - ベース
- アリ・イズマイロフ (Ali Izmailov) - ドラム

### 旧メンバー
- アンドレイ・マラ＝ノヴィック (Andrew Mara-Novik) - ベース (2004年-2008年)
- ウラディーミル・バドィロフ (Vladimir Badirov) - ドラム (2004年-2008年)
- エフゲニー・ポペロフ (Evegeniy Popelov) - キーボード (2007年)

## ディスコグラフィ

### スタジオ・アルバム
- Overlook (2008年)
- Seventh Story (2010年)
- Quartus Artifactus (2011年)[4]
- Sodom and Gomorrah (2013年)

### ライブ・アルバム
- Audio Diplomacy (2007年)

### 映像作品
- Playing the Imitation (2007年)
- Inside Seventh Story (2010年)